# Ediciones Ekaré
Ediciones Ekaré es una editorial venezolana que publica principalmente libros ilustrados para niños y jóvenes. La palabra ekaré proviene de la lengua de la etnia pemón, que habita en el sureste de lo que hoy es el territorio de Venezuela, significa narración nueva o verdadera y, en un contexto más amplio, simplemente historia o cuento. 
Ediciones Ekaré se creó en 1978 en Caracas (Venezuela) y su objetivo inicial, hacer libros de calidad que reflejen la cultura y paisajes venezolanos y latinoamericanos, está relacionado directamente con la experiencia en bibliotecas públicas y escolares del Banco del Libro, una institución venezolana conocida internacionalmente por su labor de promoción de lectura.
Ekaré tiene sedes en Caracas (Venezuela), Santiago de Chile, y en Barcelona (España). Desde 2002 publica también libros en catalán.

## Historia
Ediciones Ekaré, dirigido por Carmen Diana Dearden y Verónica Uribe, comienza en 1978, como un proyecto del Banco del Libro de Venezuela, con la publicación de El rabipelado burlado, que es una adaptación al formato álbum ilustrado de un cuento de la tradición oral de la etnia pemón. Este título inaugura, a su vez, Narraciones indígenas, una de sus colecciones emblemáticas.
Durante los primeros años de actividad, Ediciones Ekaré llenó un vacío en la oferta de libros de calidad para niños editados en América Latina, cosa que le permitió un crecimiento sostenido y el reconocimiento de especialistas y público, tanto en Venezuela como en el exterior. 
En 1989 se establece con figura jurídica propia y comienza a afianzar su presencia en diferentes países latinoamericanos y en el mercado en español de Estados Unidos gracias a distribuidores locales. 
En 1996 abre oficinas en Santiago de Chile (Ediciones Ekaré Sur) y en 2002 en Barcelona, España, (Ekaré Europa).
Los libros de Ediciones Ekaré han sido traducidos a más de quince idiomas: alemán, bretón, chino tradicional y simplificado, coreano, danés, español, euskera, francés, holandés, inglés, islandés, italiano, japonés, noruego, papiamento, polaco, portugués y sueco. 
En sentido inverso, alrededor de un 40% del catálogo de la editorial son traducciones de libros publicados originalmente en Reino Unido, Francia, Australia, Estados Unidos, entre otros países.
Es considerada una editorial pionera en la publicación de libros álbum en América Latina.
Esta editorial ha publicado obras de Monika Doppert, Ana Maria Machado, Aquiles Nazoa, Teresa Duran, Javier Sáez Castán, Marta Carrasco, Antonio Skármeta, Miguel Ángel Jusayú, Alexis Deacon, Ed Young, Margaret Wild, Max Velthuijs y Eduardo Polo mejor conocido como Eugenio Montejo, David MacKee, Arnal Ballester, Emilio Urberuaga, Rocío Martínez, Fernando Krahn, María de la Luz Uribe, Irene Savino, Alba Marina Rivera, Javier Rondón, entre otros

## Colecciones
- Pikinini
- El jardín de los niños
- Ponte poronte
- Narraciones indígenas
- Así vivimos
- Libros del todo el mundo
- Serie Sapo
- Mis primeras lecturas
- Rimas adivinanzas
- Clave de sol
- Libros de oro
- Hojas sueltas
- Amor y susto
- Cuentos criollos
- Ekaré x
- Imágenes de mi ciudad
- Serie Dragoneros
- Serie Matías
- Zaranda